# Ekklesiasterion

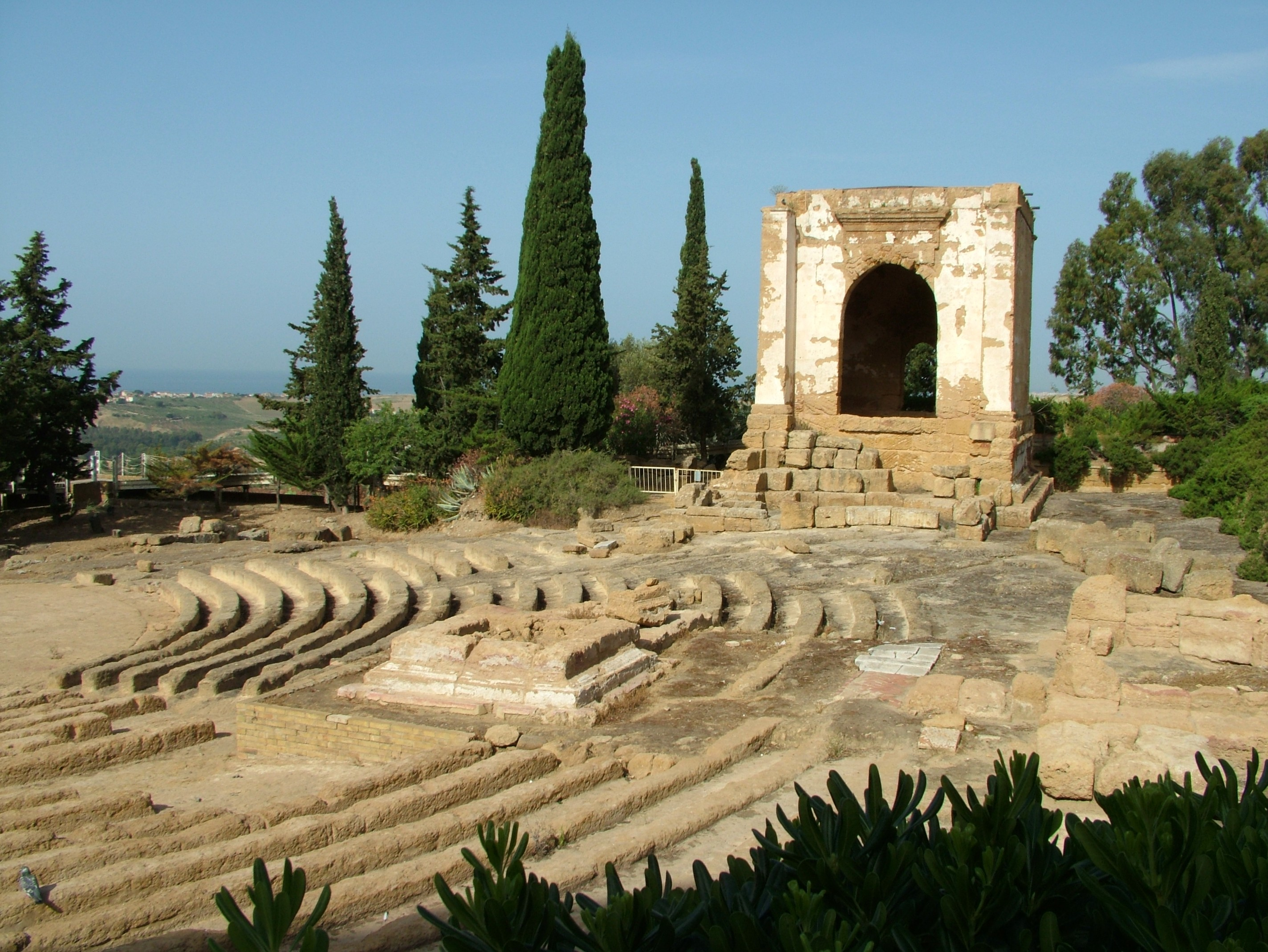
L'ekklesiasterion de Agrigente

L'ekklesiasterion (en grec ancien : ἐκκλησιαστήριον) est un édifice civil de l'époque hellénistique que l'on retrouve dans plusieurs cités grecques comme Poseidonia-Paestum (Grande Grèce), Agrigente ou Métaponte. Il s'agit d'un théâtre ouvert en plein air au niveau du sol situé le plus souvent dans ou à proximité de l'agora.